# Curtis Fuller
Curtis DuBois Fuller (15. prosince 1934 Detroit, Michigan – 8. května 2021) byl americký jazzový pozounista a hudební skladatel. V útlém věku se stal sirotkem. Na škole se setkal s Paulem Chambersem a hrál s ním i v armádní kapele, kde strávil roky 1953–1955. Následně se stal členem kvintetu Yusefa Lateefa a v roce 1957 se přestěhoval do New Yorku, kde začal nahrávat pro Prestige Records. Ve stejném roce vydal své první album jako leader. Mimo to spolupracoval s hudebníky, jako byli Hank Mobley, Blue Mitchell, Jimmy Heath, Dizzy Gillespie, Stanley Turrentine, Art Farmer, Gil Evans nebo John Coltrane.

## Sólová diskografie
- New Trombone (1957)
- Curtis Fuller with Red Garland (1957)
- Curtis Fuller and Hampton Hawes with French Horns (1957)
- The Opener (1957)
- Bone & Bari (1957)
- Jazz ...It's Magic! (1957)
- Curtis Fuller Volume 3 (1957)
- Two Bones (1958)
- Sliding Easy (1959)
- Blues-ette (1959)
- The Curtis Fuller Jazztet (1959)
- Imagination (1959)
- Images of Curtis Fuller (1960)
- Boss of the Soul-Stream Trombone (1960)
- The Magnificent Trombone of Curtis Fuller (1961)
- South American Cookin' (1961)
- Soul Trombone (1961)
- Cabin in the Sky (1962)
- Crankin' (1971)
- Smokin' (1972)
- Four on the Outside (1978)
- Fire and Filigree (1978)
- Giant Bones '80 (1979)
- Giant Bones at Nice (1980)
- Curtis Fuller Meets Roma Jazz Trio (1982)
- Blues-ette Part II (1993)
- Up Jumped Spring (2003)
- Keep It Simple (2003)
- I Will Tell Her (2010)
- The Story of Cathy and Me (2011)
- Down Home (2012)